# 18e cérémonie des Hong Kong Film Awards
La 18e cérémonie des Hong Kong Film Awards a eu lieu le 25 avril 1999.

## Meilleur film
- Beast Cops de Gordon Chan et Dante Lam
  - City of Glass de Mabel Cheung
  - The Longest Summer de Fruit Chan
  - The Storm Riders de Andrew Lau
  - Who Am I? de Benny Chan et Jackie Chan

## Meilleur réalisateur
- Gordon Chan et Dante Lam pour Beast Cops
  - Mabel Cheung pour City of Glass
  - Stanley Kwan pour Hold You Tight
  - Fruit Chan pour The Longest Summer
  - Patrick Yau pour The Longest Nite

## Meilleur scénario
- Chan Hing-Kai, Gordon Chan Car-Seung pour Beast Cops
  - Fruit Chan pour The Longest Summer
  - Alex Law Kai-Yui, Mabel Cheung Yuen-Ting pour City of Glass
  - Szeto Kam-Yeung, Yau Nai-Hoi pour The Longest Nite
  - Szeto Kam-Yeung, Yau Nai-Hoi, Chow Yin-Han pour Expect the Unexpected

## Meilleur acteur
- Anthony Wong Chau-sang pour Beast Cops
  - Jackie Chan pour Who Am I?
  - Sonny Chiba pour The Storm Riders
  - Leon Lai pour City of Glass
  - Lau Ching-wan pour The Longest Nite
  - Tony Leung Chiu-wai pour The Longest Nite

## Meilleure actrice
- Sandra Ng pour Portland Street Blues
  - Fiona Leung pour A Hero Never Dies
  - Shu Qi pour City of Glass
  - Chingmy Yau pour Hold You Tight
  - Anita Yuen pour Till death do us part

## Meilleur acteur dans un second rôle
- Patrick Tam pour Beast Cops
  - Nick Cheung pour The Conman
  - Alex Fong pour Your Place or Mine
  - Sam Lee pour The Longest Summer
  - Eric Tsang pour Hold You Tight

## Meilleure actrice dans un second rôle
- Shu Qi pour Portland Street Blues
  - Stephanie Che pour Beast Cops
  - Amanda Lee Wai-Man pour 9413
  - Shu Qi pour The Storm Riders
  - Kristy Yeung Kung-Yu pour Portland Street Blues

## Meilleur nouvel espoir
- Nicholas Tse pour Young and Dangerous: The Prequel
  - Tony Ho Wah-Chiu pour The Longest Summer
  - Jo Kuk Cho-Lam pour The Longest Summer
  - Yoyo Mung Ka-Wai pour Expect the Unexpected
  - Daniel Wu pour City of Glass

## Meilleure photographie
- Arthur Wong pour Sleepless Town
  - Kwan Bun-Leung pour Hold You Tight
  - Andrew Lau pour The Storm Riders
  - Jingle Ma Chor-Sing pour City of Glass
  - Peter Pau pour Anna Madaglena

## Meilleur montage
- Marco Mak Chi-Sin pour The Storm Riders
  - Chan Chi-Wai pour The Longest Nite
  - Chan Kei-Hop pour Beast Cops
  - Cheung Yun-Chung, Yau Chi-Wai (Who Am I?)
  - Kwong Chi-Leung (Hot War)

## Meilleure direction artistique
- Chung Tin Yeung-Ping (Sleepless Town)
  - Ho Kim-Hung pour The Storm Riders
  - Poon Chi-Wai (Anna Magdalena)
  - Yu Ka-On pour Hold You Tight
  - Yu Ka-On pour City of Glass

## Meilleurs costumes
- Lee Pik-Kwan pour The Storm Riders
  - Chung Tin Yeung-Ping (Sleepless Town)
  - Ng Lei-Lo (Anna Magdalena)
  - So Kwok-Ho (A Hero Never Dies)
  - Yu Ka-On pour City of Glass

## Meilleure chorégraphie d'action
- Jackie Chan Stuntman Association (Who Am I?)
  - Dion Lam Dik-On pour The Storm Riders
  - Bruce Law Lai-Yin (Extreme Crisis)
  - Stephen Tung Wai (Hitman)
  - Stephen Tung Wai (Hot War)

## Meilleure musique de film
- Chan Kwong-Wing pour The Storm Riders
  - Chiu Tsang-Hei (Anna Magdalena)
  - Lam Wah-Cheun, Bat Kwok-Chi pour The Longest Summer
  - Dick Lee Dik-Man, Chiu Tsang-Hei pour City of Glass
  - Yu Yat-Yiu, Leung Kei-Cheuk (Hold You Tight)

## Meilleure chanson
- "Gum Sang But Joi" (from City of Glass)

```
   Music: Lee Dik-Man
   Lyrics: Lam Jik
   Performer: Leon Lai Ming
```

- - "Fung Wan" (from The Storm Riders)

```
  Music: Chan Kwong-Wing
  Lyrics: Lam Jik
  Performer: Ekin Cheng Yee-Kin
```

- - "Gaing Bin" (from The Storm Riders)

```
  Music: Tam Kwok-Jing
  Lyrics: Siu Mei
  Performer: Aaron Kwok Fu-Sing
```

- - "You're My Woman" (from A True Mob Story)

```
  Music: Kenny G, T. K. Chan, Walter Afaasieff
  Lyrics: Andy Lau Tak-Wah
  Performer: Andy Lau Tak-Wah
  Saxaphone: Kenny G
```

- - "Hui Nin Yin Fa Dut Bit Dor" (from The Longest Summer)

```
  Music & Lyrics: Lam Wah-Cheun
  Performer: Andy Lau Tak-Wah
```

## Meilleur son
- The Storm Riders
  - Beast Cops
  - City of Glass
  - Hot War
  - Who Am I?